# تچکفت
تچکفت، روستایی در دهستان لاشار شمالی بخش مرکزی شهرستان لاشار در استان سیستان و بلوچستان ایران است.

## جمعیت
بر پایه سرشماری عمومی نفوس و مسکن در سال ۱۳۹۵، جمعیت این روستا برابر با ۱۶۸ نفر (۴۰ خانوار) بوده است.